# Histoire de la Nouvelle-Écosse

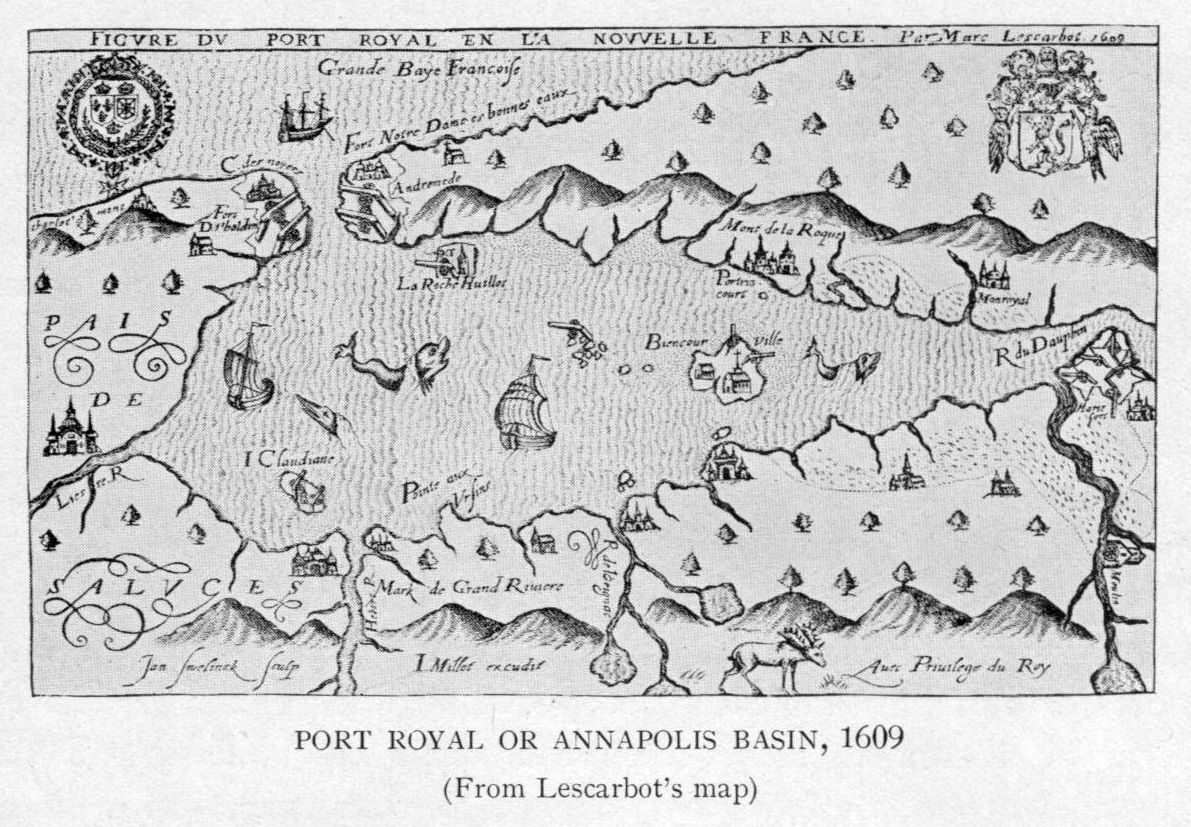
Port Royal, gravure de 1609

## Période autochtone
Les premières traces de peuplement humain dans l’actuelle Nouvelle-Écosse suivent immédiatement le retrait des glaciers lors de la fin de la dernière période glaciaire, soit il y a 10 000 à 13 000 ans. Il s’agit d’outils de pierre et de vestiges de campements de chasseurs-cueilleurs de la période paléoindienne (13 000 à –9 000 ans avant ce jour).
Étrangement, il existe très peu de traces de peuplement humain dans la période située entre 10 000 et 5 000 ans avant ce jour. On parle de cette époque comme du « grand hiatus ». Plusieurs hypothèses d’ordre surtout écologique ont été avancées pour expliquer cette absence mais aucune n’a pu être démontrée.
Par contre, la période immédiatement postérieure, qui va jusqu’à il y a 2 500 ans révèle de nombreuses traces de peuplement humain. Les outils de pierre réapparaissent alors et on trouve parmi eux de nombreux agrès de pêche, indiquant une prépondérance croissante des ressources maritimes dans l’alimentation. Se développe alors la culture dite « archaïque maritime », présente depuis beaucoup plus longtemps au Labrador, à Terre-Neuve et sur la côte du Maine. Outre un important outillage pour la pêche et la chasse aux mammifères marins (poids, harpons, hameçons) une grande variété d’outils conçus pour le travail du bois se trouve dans les sites de cette civilisation. Les rites funéraires élaborés ont laissé des tombeaux dans lesquels les défunts étaient enterrés, recouverts d’ocre rouge et accompagnés d’outils, d’amulettes et de sculpture en pierre représentant souvent des animaux marins. La disparition de cette culture pourrait être reliée à une hausse du niveau de la mer, survenue il y a 3 500 ans, qui submergea l’actuel plateau continental, jusqu’alors émergé. Les sites les plus intéressants se trouveraient alors sous l’eau.
Vers 3 000 ans avant aujourd’hui, la région fut occupée par des peuples de la tradition dite « Susquehanna » venus du sud. Leur mode de vie associait chasse, pêche et cueillette. Vers 2 500 ans, et jusqu’à l’époque du contact avec les Européens (XVIe siècle), c’est la période « céramique », correspondant à l’arrivée des peuples Micmacs et Malécites, et se distinguant, comme son nom l’indique, par l’apparition de la poterie, innovation venue du sud comme, sans doute, les Mi'kmacs eux-mêmes si on en croit leurs traditions orales. La langue micmaque appartient à la famille algonquienne, comme le malécite, l’abénaki, le cri, l’innu et la plupart des langues parlées dans le nord-est de l’Amérique. 
Au XVIe siècle, les Micmacs entrent dans une phase d’expansion et leur territoire couvrira, à l’arrivée des Européens, environ 100 000 km² dans les trois Provinces maritimes et la Gaspésie. Ce sont eux que les Français appelleront les « Gaspésiens ». Ce territoire sera divisé en 7 districts. Ces districts reconnaissent chacun un « sagamo » ou chef dont la principale fonction est l’attribution des territoires de chasse et de pêche. Il n’a guère d’autres pouvoirs et, pour le reste l’organisation politique micmaque est semblable à celle des autres peuples algonquiens de l’est canadien : on vit en villages restreints comprenant quelques familles et le rôle de chef est reconnu, de façon temporaire et informelle, aux individus faisant preuve de compétences reconnues par tous. L’institution du « sagamo », toutefois, est particulière aux Micmacs et pourrait indiquer une influence méridionale, de même que la place importante tenue par le culte du soleil dans leur religion. Par ailleurs, celle-ci comporte un recours au shaman, comme chez les autres peuples algonquiens. Les bandes se regroupent en été pour la pêche et se divisent en hiver pour chasser à l’intérieur des terres. La cueillette et, par endroits, une agriculture d’appoint, permettent de combler les besoins. L’habitation est composée de cabanes en perches recouvertes d’écorces, certains villages côtiers sont entourés de palissades. 
La population totale est difficile à évaluer. Les estimés les plus fréquents parlent de 5 à 6 000 personnes mais, selon certains auteurs, il y a pu y avoir jusqu’à 35 000 Micmacs juste avant le contact avec les Européens. Il est sûr que les guerres et les épidémies des trois siècles qui suivirent réduisirent considérablement la population autochtone, ici comme ailleurs en Amérique.

## Premières explorations
Il est difficile de dire avec certitude qui fut le premier Européen à toucher les côtes de la Nouvelle-Écosse. Outre les spéculations autour de la venue de Scandinaves médiévaux, alimentées par la découverte d’une monnaie norvégienne du XIIe siècle dans l’État du Maine, il n’est pas du tout certain que Giovanni Cabotto (John Cabot) ait touché terre à l’endroit qui s’appelle aujourd’hui Cabot’s trail, lors de son voyage de 1497. Il a, en tout cas, longé la côte et, ayant identifié les Grands Bancs de morue de Terre-Neuve, il a suscité l’invasion de pêcheurs européens dans le Golfe du Saint-Laurent qui se produisit au XVIe siècle. 
En 1524, Giovanni Verrazano, au service du roi de France, cartographia la côte atlantique de l’Amérique du Nord et lui donna le nom « Arcadie », inspiré de la mythologie antique (nous sommes à la Renaissance). Ce terme donna naissance au nom « Acadie ». Il est possible que le nom se soit confondu avec le terme d’origine micmaque « cadie » qui désignerait un port. Le Florentin fut suivi de près par le portugais Gomes, au service de l’Espagne. 
La présence accrue des pêcheurs et baleiniers européens dans les eaux du nord-est américain eut pour conséquence le développement du commerce des fourrures avec les Autochtones et, subséquemment, le développement de compagnies à monopole. Il s’ensuivit une volonté, de la part des puissances européennes, de s’assurer le contrôle des voies stratégiques permettant l’accès à ce commerce. La France désirant s’assurer le contrôle de l’embouchure du Saint-Laurent, l’aube du XVIIe siècle vit l’envoi de plusieurs expéditions chargées de trouver un emplacement favorable à l’établissement d’une colonie. La première tentative, à l’île de Sable en 1598, se termina en désastre et quelques survivants faméliques durent être rapatriés.

## Colonisation européenne
En 1604, Pierre du Gua de Monts, marchand huguenot, fut chargé par Henri IV de la colonisation de ce qu’on appelait de plus en plus souvent l’Acadie. Associé au noble Jean de Poutrincourt et au géographe Samuel de Champlain, il procéda, cette année-là à la fondation de Port Royal, aujourd’hui Annapolis Royal. Les contacts avec les Micmacs furent suffisamment bons pour que la colonie, abandonnée en 1607 par manque de vivres, soit laissée sous la garde du sagamo Membertou.
Les Français étaient de retour en force en 1610. Les rivalités coloniales troublèrent rapidement la paix : dès 1613, une attaque virginienne ravagea la colonie et, en 1621, le roi Jacques VI d’Écosse accorda à sir William Alexander, une charte l’autorisant à établir une colonie écossaise en Acadie et le nom « Nova Scotia » (Nouvelle-Écosse) apparut sur les cartes.
En 1628, les frères Kirke, corsaires britanniques, prirent la colonie et des colons Écossais débarquèrent. Trois ans plus tard, la colonie fut rendue à la France par traité et les Écossais furent expulsés pendant que 300 colons français, sous la direction du sieur Isaac de Razilly, venaient s’installer. La colonie relevait désormais de la Compagnie des Cents Associés, qui devait procéder à la colonisation, en échange du monopole de la traite des fourrures.
Cela mettait la colonie sous la dépendance du gouverneur de la Nouvelle-France installé à Québec. Cependant, celui-ci était bien loin et l’Acadie fut, de fait, laissée à un abandon presque total. Aussi, lorsque Razilly mourut, la même année, et que son domaine fut partagé entre les sieurs Charles de Menou d'Aulnay et Charles La Tour, les deux seigneurs entrèrent en une rivalité qui dégénéra vite en une véritable guerre privée qui culmina avec le massacre de la garnison du fort La Tour, par d’Aulnay, en 1645. La Tour intriguant avec les Anglais, une force anglaise prit la colonie en 1654. Rendue à la France en 1667, la colonie fut de nouveau l’objet d’attaques anglaises en 1690, et puis d'attaques britanniques en 1707 et en 1710.
Les Traités d'Utrecht (1713) cédèrent l’actuelle Nouvelle-Écosse, à l’exception de l’île Royale (aujourd’hui île du Cap Breton) à la Grande-Bretagne. Les régions qui constituent aujourd’hui le Nouveau-Brunswick et l’île-du-Prince-Édouard restèrent à la France. Cependant, la majorité des 4 000 habitants désignés désormais comme Acadiens se retrouva sous domination britannique. Malgré toutes ces péripéties, la colonie avait relativement prospéré. Les Acadiens, contrairement à la plupart des colons européens en Amérique, avaient développé de nouvelles terres, non en défrichant la forêt, mais en gagnant sur la mer, grâce à un réseau de digues, les  aboiteaux, et de canaux inspirés de la technique des marais poitevins, région dont plusieurs étaient originaires. Le développement de l’agriculture ainsi qu’un commerce important avec les colonies voisines, y compris britanniques malgré les guerres et les interdictions, permit à la population d’augmenter rapidement (ils seront 15 000 en 1755). Cette évolution était d’autant plus nécessaire que les pandémies successives qui frappèrent la population autochtone avaient réduits le nombre de Micmacs et Malécites au point que ceux-ci n’étaient plus en mesure de ravitailler la colonie. D’ailleurs le troupeau d’orignaux de l’île Royale fut exterminé au milieu du XVIIe siècle et la population micmaque de l’île émigra.

## La «Nouvelle-Écosse» et l’Acadie française

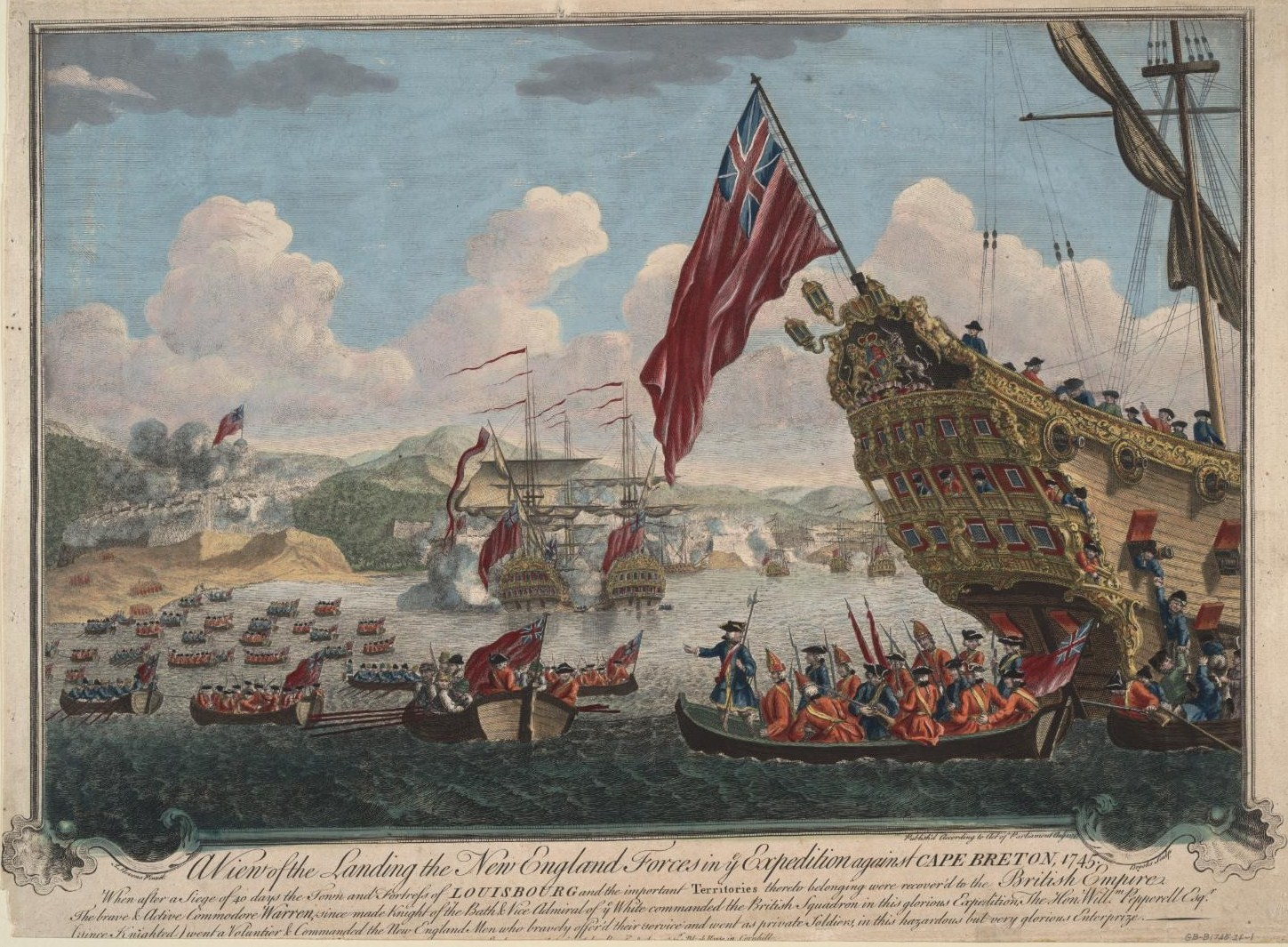
Vue du débarquement des troupes de Nouvelle-Angleterre sur l'île de Cap Breton pour attaquer Louisbourg en 1745. (Dessin de 1747)

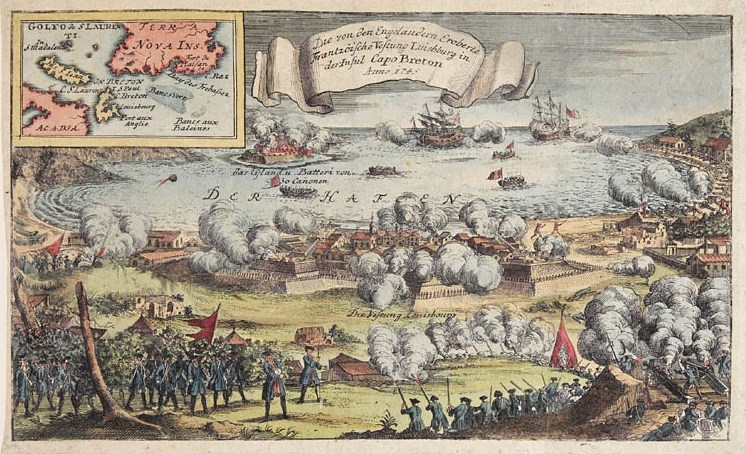
Le siège de Louisbourg en 1745. (Gravure allemande anonyme du XVIIIe siècle)

La période qui va de 1714 à 1755 fut celle d’un face-à-face stratégique entre grandes puissances. D’un côté, la France, désireuse de combler le vide laissé par l’abandon de sa portion de l’Acadie, investit dans le développement d’une nouvelle « Acadie française », dont le centre fut la ville-forteresse de Louisbourg, située sur l’île Royale, dont la construction commença en 1718. Les coûts de la construction furent exorbitants et les délais nombreux mais, en quelques décennies, Louisbourg devint, avec 4 000 habitants, la plus grande agglomération de l’empire français d’Amérique du Nord[réf. souhaitée] et un haut lieu du commerce transatlantique… ainsi que de la contrebande avec les colonies britanniques. Ceci bien que peu d’Acadiens ait quitté leurs terres pour s’établir dans cette île rocailleuse. Parallèlement, un début de colonisation française se fit aux îles de la Madeleine, à l’île Miscou et à l’île St-Jean, données d’abord en fief au comte de Saint-Pierre, puis royalisées en 1724. 
Du côté britannique, la colonie de Nouvelle-Écosse connut un développement important à travers l’augmentation de la population et le développement du commerce avec les colonies britanniques et françaises malgré l’interdiction de ce dernier par le Parlement britannique en 1722. Le principal problème tenait au statut incertain de la population acadienne, qui refusait en masse de prêter le serment d’allégeance à la couronne exigé par le gouvernement colonial. Cette situation incitait Londres à refuser à la colonie les institutions coutumières aux colonies britanniques (chambre d’assemblée, habeas corpus, etc.) et à maintenir un régime militaire. Les colons britanniques, par conséquent, tendaient à bouder la Nouvelle-Écosse qui demeurait une enclave française dans l’empire britannique.
L’arrivée de colons allemands pour fonder Lunenburg en 1752 ne régla pas le problème. Par ailleurs, les pressions britanniques pour forcer les Micmacs à céder une partie de leur territoire provoquèrent, à partir de 1718, une guérilla terrestre et maritime encouragée en sous-main par les autorités de Louisbourg. Pour faire pièce à Louisbourg, le gouverneur Cornwallis fonda Halifax en 1749, îlot britannique dans cette enclave française. La Troisième guerre intercoloniale, déclenchée en 1740, provoqua une grande activité militaire (raid micmac sur Canseau en 1744, prise de Louisbourg en 1745) mais le Traité d'Aix-la-Chapelle (1748) ramena le statu quo ante bellum.
C’est la dernière guerre intercoloniale, qui débuta en 1754, qui provoqua finalement la fin de l’Acadie française. En 1755, le gouverneur Lawrence commença la Déportation des Acadiens qui se poursuivit au fur et à mesure de l’avance des troupes britanniques. Louisbourg fut prise en 1758 et rasée quelques années plus tard, sa population expulsée. La paix fut signée avec les Micmacs en 1761. Le Traité de Paris (1763) laissa la Grande-Bretagne en possession de l’ancien empire français. Dans le cas de la Nouvelle-Écosse, il s’agissait d’une colonie dépeuplée et ruinée par la destruction des infrastructures construites par les Acadiens.

## La Nouvelle-Écosse, colonie britannique

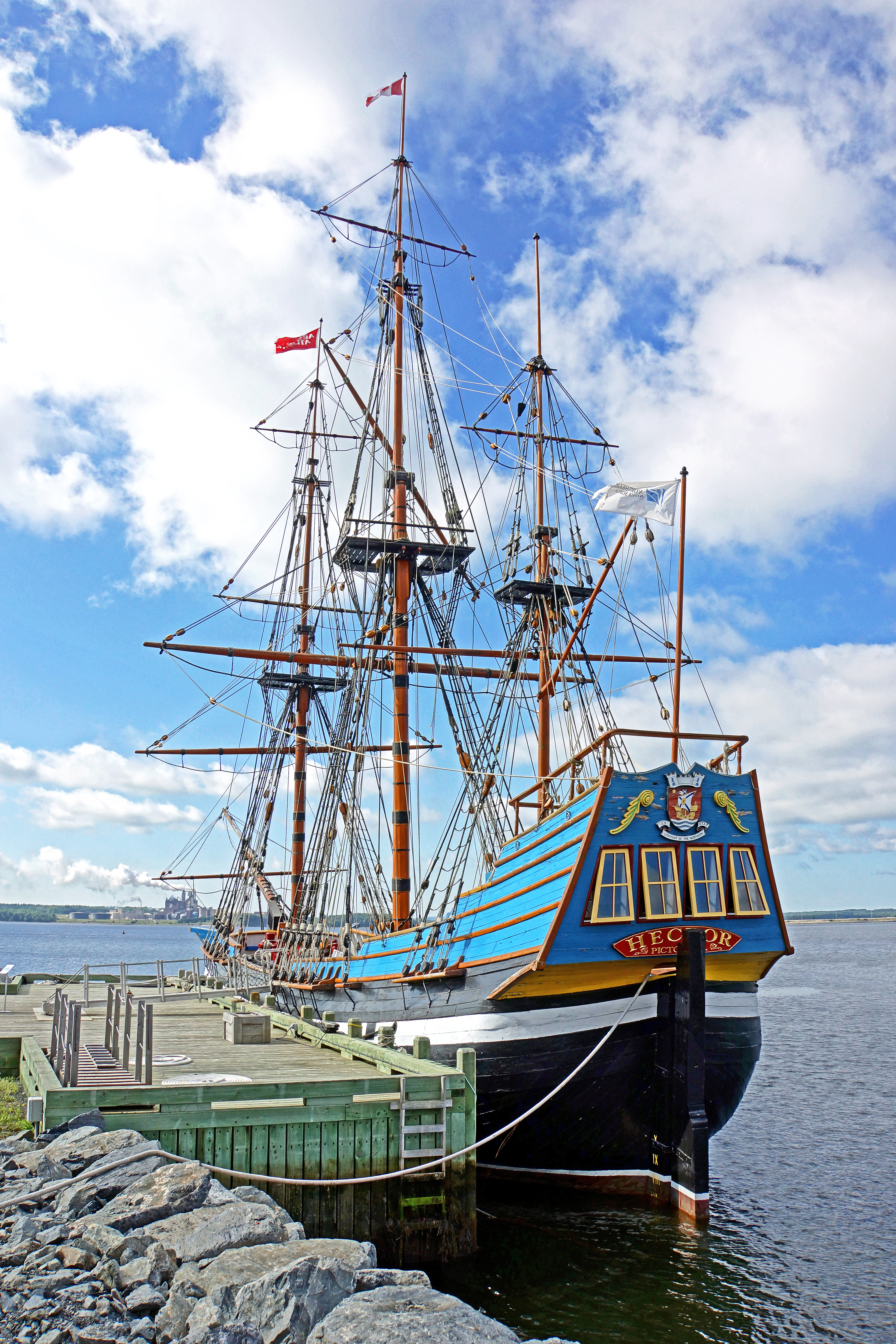
Réplique du Hector, flûte ayant participé à la première migration importante de colons écossais vers la Nouvelle-Écosse en 1773.

### Les Acadiens autorisés à revenir
En 1764, à la suite des pressions exercées par Jacques Robin, important entrepreneur en pêcherie de l’île de Jersey, les Acadiens sont autorisés à s’établir en Nouvelle-Écosse, à condition qu’ils se dispersent en petits établissements à travers la province. Les retours se poursuivront jusqu’au début du XIXe siècle. Toutefois, ce ne fut qu’en 1768 que la loi excluant les Catholiques du droit de propriété dans la colonie fut abrogée et, en pratique, ce droit ne fut guère respecté avant le siècle suivant.
Parallèlement, la “Saint John River Society”, formée par une soixantaine d’officiers britanniques, obtint de larges concessions de terre dans la vallée du Saint-Jean, pour y établir des colons britanno-américains. D’autres sociétés recrutèrent des Écossais et des Irlandais protestants. Ceux-ci occupant les terres laissées vacantes par la déportation, les Acadiens s’établirent majoritairement beaucoup plus au nord dans les territoires qui forment actuellement le Nouveau-Brunswick. 

### Les Ecossais du Cap Breton exploitent le charbon dès 1766
Les colons d’origine écossaise installés à l’île du Cap Breton (ex Ile Royale), commencèrent en 1766 l’exploitation de gisements de charbon.

### La guerre d'indépendance des Etats-Unis
Les « mesures intolérables » qui devaient déclencher la guerre d’Indépendance des États-Unis (Stamp Act, Acte de Québec, Proclamation Royale, etc.) affectèrent la Nouvelle-Écosse autant que les autres colonies britanniques et le Halifax Gazette (premier périodique canadien, fondé en 1752) se fit l’écho d'un mécontentement égal à celui qu’on trouvait au Massachusetts ou à New York. Toutefois l’absence d’une Chambre d’Assemblée permettait moins à ce mécontentement de s’organiser et, surtout, la présence militaire massive dans la région (base navale à Halifax, nombreux forts) ne permit pas à la Nouvelle-Écosse de se joindre aux treize colonies qui se rebellèrent en 1776. Une tentative des rebelles sur le fort Beauséjour fut rapidement écrasée. Les Micmacs se joignirent aux insurgés mais le chef Caiffe fut rapidement mis en déroute et la capture de 16 otages par la Royal Navy assura son remplacement par un leader plus favorable aux Britanniques.
Durant le conflit, la population de la Nouvelle-Écosse garda une attitude ambiguë, commerçant avec les deux côtés, ce qui valut aux Néo-Écossais le surnom durable de « Neutral Yankees ». Halifax devint aussi un port d’attache pour une guerre de course intense dans l’Atlantique. Ce schéma se répétera durant les conflits suivants. La fin de la guerre, en 1784, trouva la Nouvelle-Écosse toujours fermement rattachée à l’Empire britannique. La même année, les provinces de l’Île-du-Prince-Édouard et du Nouveau-Brunswick furent détachées de la Nouvelle-Écosse. L’Indépendance des États-Unis amena en effet l’émigration de dizaines de milliers de Loyalistes auxquels il fallait donner des terres, d’où la création de ces deux nouvelles colonies.

### L'arrivée des esclaves libérés par les Anglais
Par ailleurs, un nombre important de Loyalistes noirs, anciens esclaves libérés pour avoir pris les armes pour la couronne durant la guerre, s’installèrent en Nouvelle-Écosse. 
Le climat au Canada était beaucoup plus rigoureux que celui des colonies du Sud mais il leur était difficile de revenir de manière trop visible ou trop nombreuses dans les colonies de leurs anciens maîtres. Environ 3 000 soldats noirs arrivèrent dès 1783 en Nouvelle-Ecosse, où ont été envoyés en masse aussi des loyalistes Blancs, parfois d'ex-propriétaires d'esclaves qui estiment avoir été volés. Noirs et Blancs se retrouvent ainsi à cohabiter dans la région de Shelburne où dès le 26 juillet 1784 une quarantaine de loyalistes blancs, pour qui « la couleur de la peau et la servitude sont intrinsèquement liées » démolissent la maison de David George, un prêtre baptiste, à qui ils reprochent de défendre les Noirs. La ville de Birchtown devient vite un refuge pour les esclaves fugitifs de cette colonie de Nouvelle-Ecosse, où les autorités ne savaient pas encore combien d'ex-esclaves allaient arriver ni dans quelles conditions: elles freinèrent le mouvement en leur accordant peu de terres et moins qu'aux Blancs pour ménager les plus virulents de ces derniers.
En raison de ces difficultés, à l'initiative de la Sierra Leone Company,  une compagnie à charte mise sur pied par Granville Sharp et Henry Thornton, des savants et économistes britanniques converti à l'abolitionnisme, environ  4 000 d'entre eux furent conduits dans la colonie de Sierra Leone en 1787, où ils participèrent à la création d'un nouveau gouvernement du Sierra Leone, premier Etat indépendant d'origine occidentale en Afrique de l'Ouest. Cinq ans plus tard, 1 192 autres Loyalistes noirs de Nouvelle-Écosse immigrèrent comme Colons néo-écossais de Sierra Leone, où Zachary Macaulay était revenu administrer le nouvel Etat dont il devient gouverneur en 1794.

### Le début de la construction navale
La Nouvelle-Écosse obtint sa Chambre d’Assemblée en 1791 et, les mêmes années virent le début de la construction navale dans la province, alimentée par les besoins de la Royal Navy durant le long cycle de guerres qui va de la Révolution française à la chute de Napoléon. La guerre de 1812 entre l’Empire britannique et les États-Unis permit à Halifax de profiter de la guerre de course et aux colons de continuer leurs fructueuses relations commerciales avec l’ennemi. Elle amena aussi une nouvelle vague d’esclaves libérés. L’abolition de l’esclavage dans l’empire, en 1833, fera en outre de la Nouvelle-Écosse un des terminus du « chemin de fer souterrain », où aboutissaient les esclaves en fuite du Vieux Sud.
En 1827, la « General Mining Association » importa la technologie nécessaire pour exploiter à grande échelle le charbon du Cap Breton, et la main d’œuvre composées d’ouvriers écossais et gallois qui importeront le syndicalisme, style britannique. Parallèlement, la construction de voiliers entra dans un âge d’or qui dura, en gros, de 1830 à 1880. En 1846, dans la ville de Londonderry, on commença la production d’acier. Les années 1830 furent aussi celles d’une agitation réformiste. Les « Reformists », dirigés par Joseph Howe, exigeaient une plus grande autonomie, plus de démocratie et la fin des privilèges de l’Église anglicane. Ces revendications furent satisfaites à partir de 1848 et Howe deviendra Premier ministre en 1860.
À cette époque, la situation économique de la Nouvelle-Écosse commença à se détériorer. La fin des lois de Navigations et des Corn Laws au Royaume-Uni porta un dur coup aux économies coloniales. De plus, le remplacement progressif du bois par l’acier dans la construction navale n’augurait rien de bon pour les nombreux chantiers de la région. Enfin, la Guerre de Sécession américaine refroidit sérieusement les rapports entre Américains et Britanniques, créant une menace militaire d’autant plus sérieuse que la Royal Navy parlait de retirer ses troupes du Canada. On commence à parler d’une Union des provinces maritimes. C’est ce dont devait discuter la Conférence de Charlottetown (I.P.E.) en 1864 quand des délégués venus d’Ottawa apportèrent une proposition beaucoup plus ambitieuse : la fédération de toutes les colonies britanniques d’Amérique du Nord. Malgré l’opposition véhémente de Howe, le conservateur Charles Tupper, devenu Premier ministre, se montra favorable à l’idée et la Nouvelle-Écosse adhéra à l’entente qui, en 1867, aboutit à l’adoption, par Westminster, de l’Acte de l’Amérique du Nord britannique, créant le Dominion du Canada, fédération semi indépendante de quatre provinces : le Québec, l’Ontario, le Nouveau-Brunswick et la Nouvelle-Écosse. Les Néo-écossais étaient désormais canadiens.

## Province canadienne
L’entrée dans la nouvelle fédération n’apporta pas, pour la Nouvelle-Écosse, les bénéfices économiques escomptés. L’accès à un marché intérieur plus vaste s’accompagna d’une dépendance croissante face aux décisions prises dans le Canada central. Les préoccupations d’Ottawa étaient tournées bien davantage vers le développement de l’Ouest. Par ailleurs, ne disposant pas d’un arrière-pays aussi vaste que le Québec ou l’Ontario, les provinces maritimes ne purent se lancer dans le développement des terres vierges au même degré et devinrent des lieux d’émigration vers le Canada central et les États-Unis. D'ailleurs, dès 1868 eut lieu une tentative de sécession du Nova Scotia Party dirigé par Joseph Howe, qui remporta les élections provinciales et fit élire plusieurs députés fédéraux. Une motion fut présentée à la Chambre des Communes demandant la sécession de la province. Elle fut défaite. D'ailleurs, à Londres, le Conseil Privé s’opposa aussi à la tentative. L’après 1867 vit le déclin de la construction navale dans les chantiers des Maritimes, incapables de s’adapter au remplacement du bois par l’acier. L’importance des mines de charbon s’en accrut d’autant ; les mineurs déclenchèrent la première d’une longue série de grèves en 1876. La même année, la ségrégation raciale sépara les Blancs des Noirs dans les écoles. Les Autochtones se virent aussi marginalisés durant la même période. Sédentarisés de force par “The Act for the Instruction and Permanent Settlement of the Indian” en 1842, les années 1860-70 virent les autorités les exclure progressivement de la pêche commerciale, l’imposition de permis et de règles conçues pour les Blancs transformant leurs activités traditionnelles en « braconnage ». 
Lorsqu’en 1900, la Banque de Nouvelle-Écosse déménagea son siège social à Toronto, il était devenu clair que les décisions concernant la province se prenaient de plus en plus au centre du Canada. 
Les deux guerres mondiales mirent en valeur l’importance stratégique de la région atlantique du Canada. Halifax, principale base navale canadienne vit les investissements affluer. Le port d’Halifax profita aussi de l’activité de guerre et, durant la Seconde Guerre mondiale, fut le point de départ des convois de l’Atlantique qui ravitaillaient le Royaume-Uni. Cela n’alla pas sans un coût : en 1917, l’explosion du cargo Mont-Blanc, chargé de munitions, dans le port, fit 2 000 morts et détruisit la plus grande partie de la ville. Voir : Explosion de Halifax.
La Grande Guerre, pour sa part, conduisit les autorités à renforcer la Prohibition à la suite d'un plébiscite canadien sur la prohibition de l'alcool, auquel le Québec s'opposa à 81,2% nais ne fut abolie dans la province, qu’en 1929. L’entre-deux-guerres fut une période agitée. Les femmes obtinrent le droit de vote en 1918 consécutivement à la Loi des élections en temps de guerre mais la même année vit la ségrégation raciale devenir plus sévère. La crise économique des années 1930 amena un surcroît d’agitation syndicale accompagnée de répression, souvent violente comme lorsque la troupe fut appelée pour réprimer une grève dans les aciéries en 1922, ou dans les mines de l’île du Cap Breton en 1924. En 1929 le séisme des Grands Bancs déclencha un tsunami qui se rendit jusqu'à l'île du Cap-Breton et noya une personne après que le raz-de-marée eut détruit plusieurs communautés de la côte de la péninsule de Burin, à Terre-Neuve tuant 27 ou 28 personnes et laissant plus de 10 000 personnes sans abri dans 40 villages. La côte sud de Terre-Neuve fut frappée par 3 vagues hautes de plus de 15 mètres chacune qui frappèrent la côte à une vitesse de 105 à 129 km/h environ 3 heures après le tremblement de terre.
Les années 1920 virent aussi l’apparition d’un « Mouvement des droits des Maritimes », fondé par des citoyens inquiets du déclin relatif de ces provinces dans l’ensemble canadien. Cela aboutit à la fondation de la « Ligue pour l’Indépendance économique de la Nouvelle-Écosse », en 1927. En 1932, la province connut sa propre version des mouvements réformistes qui apparaissaient ailleurs au Canada quand débuta le “mouvement d’Antigonish”. Inspiré par la doctrine sociale de l’Église catholique mais regroupant aussi des Protestants, il favorisa le développement des coopératives. 
La question raciale demeurait aiguë comme le montrent les événements de Trenton : en 1937, 400 Blancs brûlent la maison d’une famille noire s’étant installée dans un quartier “blanc”.
La fin du deuxième conflit mondial amena un vent de changement. En 1945 fut abolie la législation qui empêchait les Noires de devenir enseignantes et Carrie Best fonda le Clarion, premier journal de la communauté noire. Ce fut aussi la fondation de la NSAACP (Nova Scotia Association for the Advancement of People of Color). L’année suivante, la ségrégation fut ouvertement défiée quand Viola Desmond fut arrêtée pour s’être assise dans la section “blanche” d’un théâtre. La loi fut contestée jusqu’en Cour Suprême et, en 1955, la ségrégation raciale fut enfin abolie. Cela ne mit pas fin aux tensions raciales comme le démontrèrent les protestations que provoqua, en 1964, la démolition d’Africville, le quartier noir d’Halifax, afin de construire un pont vers Dartmouth. En 1969, la fondation du « Black United Front » inspiré des Black Panthers américains montra que rien n’était encore résolu. 
Cependant, le fait que, en 1946, la ville de Port Hood, suivie par plusieurs autres, décida d’abandonner sa charte municipale pour des raisons financières démontrait que le déclin économique de la province se poursuivait. La nervosité des législateurs face aux investisseurs se manifesta dès 1947 par l’adoption de nombreuses lois antisyndicales. Cette nervosité se maintient comme le prouve l’adoption, dans les années 1980, d’une série de lois d’exceptions visant à empêcher la syndicalisation des usines de pneus Michelin. 
Le tourisme fut de plus en plus considéré comme une planche de salut et la reconstruction partielle de Louisbourg, avec figurants en costume d’époque, à partir des années 1950, attira les voyageurs vers l’île du Cap Breton. La mise en avant du passé français de la province ne signifia pas, cependant, une plus grande ouverture au présent francophone. Jusqu’à ce jour, la Nouvelle-Écosse demeure extrêmement réticente face au bilinguisme officiel de l’État canadien (adopté en 1969) et n’accorde des droits scolaires à sa minorité acadienne qu’avec une extrême parcimonie. 
En 1957, la province fut au centre de l’attention mondiale quand, à Pugwash, à la résidence de l’homme d’affaires Cyrus Eaton, se tint la réunion internationale des scientifiques pour le désarmement (conférence Pugwash) convoquée par Albert Einstein et Bertrand Russell.